# Dili International School
Die Dili International School DIS ist eine internationale Privatschule in Osttimors Hauptstadt Dili. Sie befindet sich in der Aldeia Zero III (Suco Fatuhada) und bietet Unterricht für das gesamte Spektrum von der Vorschule bis zur Senior School an. Die DIS ist mit dem Haileybury College in Melbourne (Australien) verbunden.

## Geschichte
Die Australier Carmel Bates und Tony Haritos arbeiteten zu Beginn der 2000er-Jahre in Osttimor und suchten für ihre drei Kinder eine Unterrichtsmöglichkeit. Daher gründeten sie die DIS im Juli 2002 zunächst in ihrem Privathaus in Kampung Alor. Im Februar 2003 mietete man ein großes Haus in Praia dos Coqueiros, in dem man nun alle Grundschulklassen unterrichten konnte. Dies gilt als offizielles Gründungsdatum der Schule. Dazu kamen bald Vorschul- und Spielgruppenklassen hinzu. Ab Januar 2006 wurde ein Programm zur Unterstützung des Fernunterrichts im Sekundarbereich gestartet.

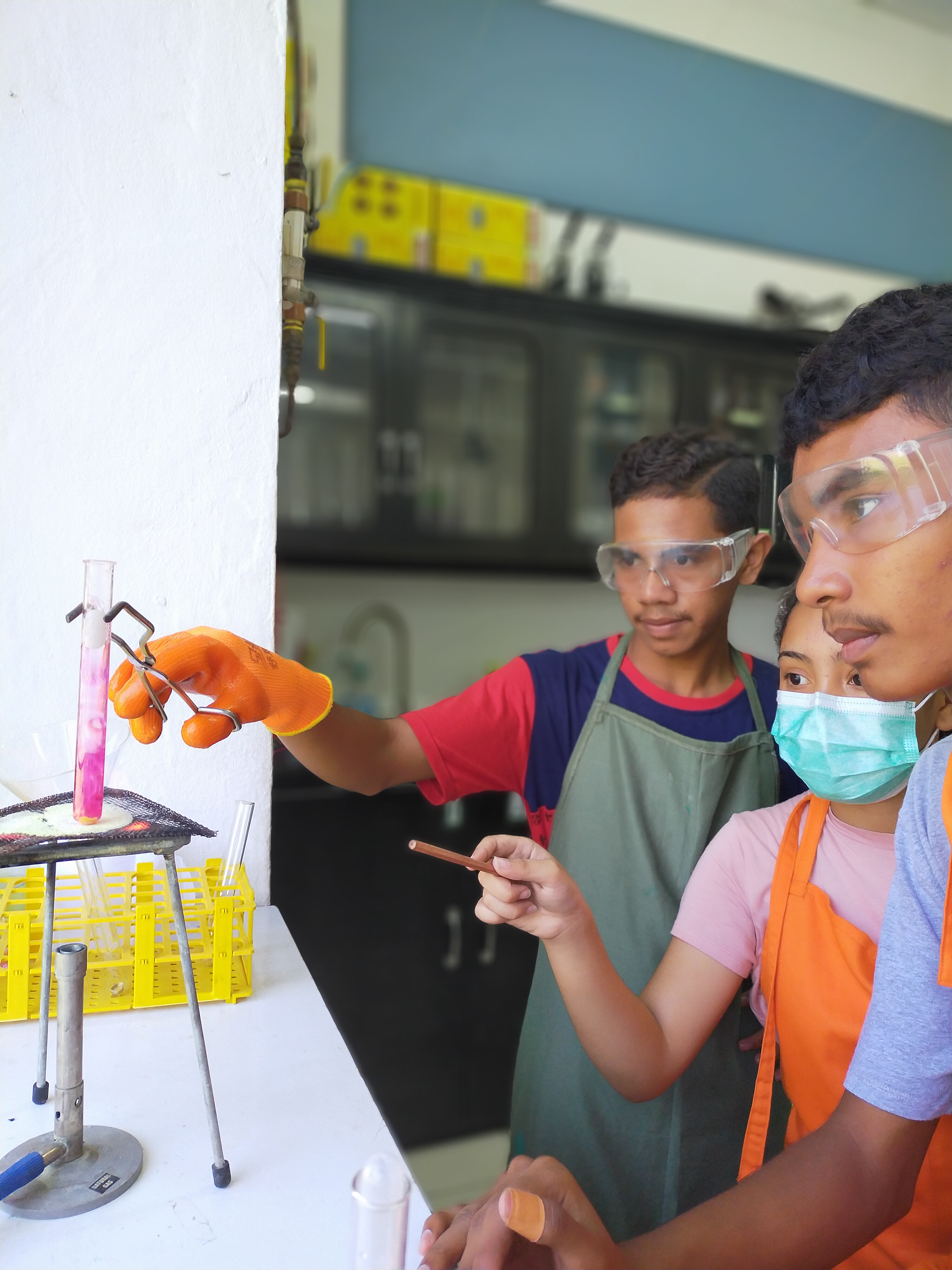
Schüler im Chemieunterricht

Während der Unruhen in Osttimor 2006 verließen zahlreiche ausländische Familien das Land. Die DIS zog deswegen die Ferienpause vor, öffnete aber nach Abebben der Gewalt bald wieder. Ende des Jahres wurden Vorschule und Spielgruppe in ein nahgelegenes Gebäude ausgelagert und eine Gemeinschaftsvorschule für die Kinder von osttimoresischen Mitarbeitern und andere einheimische Kinder gegründet, die den Namen „Fini Moris“ (deutsch Wachsende Saat) erhielt. In dieser Zeit hatte die DIS Schwierigkeiten, geeignetes Personal zu finden, weil zum Beispiel das australische Außenministerium, trotz der Rückkehr zu Ruhe und Ordnung, weiterhin Sicherheitswarnungen für Osttimor aussprach.
Anfang 2010 begann man den direkten Unterricht in der Sekundarstufe, der den bisherigen Fernunterricht der 7. bis 10. Klassen ersetzte. 2012 erhielt die DIS die Zulassung für das International Baccalaureate Middle Years Programm und 2014 auch für die Grundschule das IB Primary Years Programme. Im April 2013 fand dank der Zusammenarbeit mit dem Haileybury College die Akkreditierung von der australischen Victorian Curriculum and Assessment Association statt, sodass die DIS nun eine international anerkannte Hochschulzugangsberechtigung hat. Mit dem Bildungsministerium Osttimors arbeitet man unter anderem zusammen bei der Ausbildung osttimoresischer Lehrer und der Entwicklung des nationalen Bildungssystems.
Im Oktober 2022 unterzeichnete die DIS mit der Charles Darwin University (CDU) aus Darwin ein Memorandum zur Zusammenarbeit. So gibt es zwischen beiden Bildungseinrichtungen unter anderem gemeinsame Kurse, wissenschaftlichen Austausch, Stipendien, kurzfristige Studienreisen und Auslandsstudienprogramme. Angehende australische Lehrkräfte sollen praktische Erfahrungen in der DIS sammeln und Timoresen australische Abschlüsse erhalten können.